# Brothers and Sisters EP
Pour les articles homonymes, voir Brothers and Sisters.
Albums de Coldplay
 Safety EP
(1998) The Blue Room EP
(1999)
Brothers and Sisters EP est le deuxième EP de Coldplay sorti en 1999 alors que le groupe en était encore à ses débuts.

## Enregistrement, sortie et accueil
Après sa formation en 1998, Coldplay rencontre le label Fierce Panda Records, après qu'un représentant du label les ait vu jouer au Camden Falcon en décembre de la même année. Fierce Panda offre de sortir leur premier single, ce que le groupe accepte en signant un contrat d'enregistrement,. 
Selon les notes de pochette du disque, l'enregistrement a été effectué en seulement quatre jours et n'a coûté au groupe que 400 £.
1 500 exemplaires vinyle ont été vendus dans une pochette spéciale, et ce titre est monté en 107e place des charts britanniques.
Le son atmosphérique sur « Easy to Please » a été créé en positionnant des micros sur une route mouillée à l'extérieur du studio.
Une nouvelle version de « Brothers & Sisters » est apparue plus tard sur le single "Trouble".

## Liste des titres
| No | Titre                | Durée |
| -- | -------------------- | ----- |
| 1. | Brothers and Sisters | 4:05  |
| 2. | Easy to Please       | 3:01  |
| 3. | Only Superstition    | 3:48  |